# Цолд
Цолд (осет. Цъолд, груз. წოლდა — Цолда) — село в Закавказье, расположено в Ленингорском районе Южной Осетии, фактически контролирующей село; согласно юрисдикции Грузии — в Ахалгорском муниципалитете.

## География и состав
Село находится на западе Ленингорского района к западу от села Заккор.
Состав:
- Нижний Цолд (осет. Дæллаг Цъолд, груз. Квемо-Цолда) — к западу
- Верхний Цолд (осет. Уæллаг Цъолд, груз. Земо-Цолда) — к востоку

## Население
Село населено этническими осетинами. По данным 1959 года в селе жило 429 жителей, в том числе в Верхнем Цолде — 71 человек, Нижнем Цолде — 358 человек, в основном осетины.

## История
В период южноосетинского конфликта в 1992—2008 гг. село входило в состав западной части Ленингорского района РЮО, находившейся в зоне контроля РЮО. После войны в августе 2008 года село осталось под контролем властей РЮО.

## Топографические карты
- Лист карты K-38-65 Ленингори. Масштаб: 1 : 100 000. Издание 1979 г.